# Pusztaföldvár
Pusztaföldvár là một thị trấn thuộc hạt Békés, Hungary. Thị trấn này có diện tích 57,13 km², dân số năm 2010 là 1724 người, mật độ 30 người/km².